# Nonô (pianista)
Romualdo Peixoto (Niterói, 7 de fevereiro de 1901 – Niterói, 13 de novembro de 1954), conhecido pelo pseudônimo Nonô, foi um pianista e compositor brasileiro.

## Biografia
Nonô começou a tocar piano ainda criança, e já aos nove anos tocava em clubes. Serviu três anos no exército. É tio dos cantores Ciro Monteiro e Cauby Peixoto, do trompetista Araquém Peixoto e do pianista Moacir Peixoto. Iniciou sua carreira artística na década de 1920. Passou a integrar a Orquestra Brunswick em 1929 como pianista e participou com essa orquestra de gravações de músicas com inúmeros artistas, entre os quais, Margarida Max, Laura Suarez, Sílvio Vieira, Gastão Formenti e Silvio Caldas. No começo da década de 1930, participou de várias orquestras tendo acompanhado os cantores Francisco Alves e Mário Reis em suas apresentações no teatro Lírico, no Rio de Janeiro.
Na mesma época, atuou na Rádio Philips, no "Programa Casé", no qual acompahou artistas como Silvio Caldas, Luiz Barbosa, Noel Rosa e Marília Batista. Em 1932, excursionou ao Rio Grande do Sul juntamente com Noel Rosa, Mário Reis e Francisco Alves realizando apresentações no Cine-Teatro Imperial. No mesmo ano, gravou ao piano pela Columbia Records os choros "Uma farra em Campo Grande" e "Eu sou assim", ambos de sua autoria.
Também no mesmo ano, o samba "Vitória", parceria com Noel Rosa, que teria sido feito como uma crítica a Francisco Alves foi gravado por Silvio Caldas na RCA Victor, contando com a própria participação de Francisco Alves no coro. Contratado pela Odeon, participou dos grupos Gente Boa e Gente do Choro, e da Orquestra Copacabana acompanhando gravações de artistas como Mário Reis, Francisco Alves, Noel Rosa e outros.
Em 1933, acompanhou Mário Reis na gravação dos sambas "Esquina da vida", de Noel Rosa e Francisco Matoso e "Meu barracão", de Noel Rosa. No mesmo ano, acompanhou ao piano, na gravadora RCA Victor, a gravação dos sambas "Alô "Mossoró" e "Cheio de saudade", de Mário Travassos nas vozes e Silvio Caldas e Luiz Barbosa. Em 1935, seu samba-canção "Perto do céu", com Francisco Matoso foi gravado por Silvinha Melo na RCA Victor.
Para o carnaval de 1936, teve o samba "Vai-te embora", com Francisco Matoso lançado por Mário Reis na Odeon. Em 1937, teve a valsa "Cigana", com Paulo Roberto gravada por Silvio Caldas na Odeon. No ano seguinte, a valsa "Jardim de flores raras", com Francisco Matoso foi gravada na Odeon por Roberto Paiva. Sua atuação na música popular foi intensa nas décadas de 1930 e 1940, o que não impediu entretanto, que falecesse doente e sem recursos já afastado da vida artística e como funcionário público.
Em 1957, três anos após sua morte, foi homenageado pelo pianista Fats Elpídio no LP "Recordando Nonô". Seu samba "Vitória", parceria com Noel Rosa, foi regravado em 1958 por Aracy de Almeida no LP "O samba em pessoa" da gravadora Polydor. No ano seguinte, teve as valsas "Cigana", com Paulo Roberto, e "Jardim de flores raras", com Francisco Matoso, regravadas por Jacob do Bandolim e o conjunto Época de Ouro no LP "Época de Ouro - Jacob e seu bandolim em Hi-Fi", da RCA Victor.
Suas interpretações como integrante da Orquestra Copacabana e do grupo Gente Boa podem ser ouvidas no CD "Ases do samba" lançado em 2002 pelo selo Revivendo, reunindo as gravações em dueto feitas por Francisco Alves e Mário Reis, com o acompanhamento do grupo Gente Boa nos sambas "Perdão meu bem", de Cartola, "Antes não te conhecesse...", de Francisco Alves e Ismael Silva, "Rir", de José de Oliveira, e "Estamos esperando", e "Tudo que você diz", de Noel Rosa, gravações nas quais se destaca o som fraseado de seu piano. Foi apelidado pelo radialista César Ladeira de "O Chopin do samba" por suas interpretações marcantes.
Fora de sua atividade musical, Nonô foi funcionário da Secretaria de Viação e Obras Públicas do Rio de Janeiro. 

## Obras
- Cigana (c/ Paulo Roberto)
- Eu sou assim
- Jardim de flores raras (c/ Francisco Matoso)
- Uma farra em Campo Grande
- Vai-te embora (c/ Francisco Matoso)
- Vitória (c/ Noel Rosa)

## Discografia
- Uma farra em Campo Grande/Eu sou assim 78 rpm (1932) (Columbia Records)